# L'Île enchantée
Pour plus de détails, voir Fiche technique et Distribution.
L'Île enchantée (High Barbaree) est un film américain en noir et blanc réalisé par Jack Conway, sorti en 1947.

## Synopsis
À Hawaï, pendant la Seconde Guerre mondiale. Alec Brooke, le pilote de la marine américaine, commande un hydravion, appelé le « High Barbaree ». Au cours d'une mission de bombardement contre un sous-marin japonais, l'appareil est abattu et tous les membres de son équipage sont tués excepté le lieutenant Joe Moore. L'hydravion parvient à se maintenir à flot ; il dérive loin du territoire allié. À la radio, les deux survivants entendent la voix de la Rose de Tokyo évoquant des souvenirs de leur passé. Alec raconte alors à Joe Moore ses souvenirs de sa petite fiancée d'enfance dans une petite ville de l'Iowa, Nancy Fraser, présentement infirmière de la Marine sur un navire dans le Pacifique.

## Fiche technique
- Titre : L'Île enchantée
- Titre original : High Barbaree
- Réalisation : Jack Conway
- Scénario : Anne Morrison Chapin, Whitfield Cook et Cyril Hume, d’après le roman High Barbaree de James Norman Hall et Charles Nordhoff (1945)
- Photographie : Sidney Wagner
- Montage : Conrad A. Nervig
- Musique : Herbert Stothart
- Direction artistique : Cedric Gibbons et Gabriel Scognamillo
- Décorateur de plateau : Edwin B. Willis
- Costumes : Irene
- Producteur : Everett Riskin (en)
- Société de production et de distribution : Metro-Goldwyn-Mayer
- Pays de production :  États-Unis
- Langue originale : anglais américain
- Format : noir et blanc  — 35 mm (procédé sphérique)  — 1,37:1 — son : mono (Western Electric Sound System)
- Genre : aventures, guerre
- Durée : 91 minutes
- Dates de sortie : 
  - États-Unis : mai 1947
  - France : 4 août 1950

## Distribution
- Van Johnson : Alec Brooke
- June Allyson : Nancy Frazer
- Thomas Mitchell : le capitaine Thad Vail
- Marilyn Maxwell : Diana Case
- Cameron Mitchell : le lieutenant Joe Moore
- Claude Jarman Jr. : Alec à 14 ans
- Henry Hull : Dr. William G. Brooke
- Geraldine Wall : Mme Martha Brooke
- Barbara Brown : Della Parkson
- Paul Harvey : John Case
- Charles Evans : le colonel Taylor

Acteurs non crédités
- Mahlon Hamilton : Ned Flynn
- Jimmy Hunt : Alec Brooke enfant
- Sam McDaniel : Bertram
- Gigi Perreau : Nancy à 5 ans

## Galerie

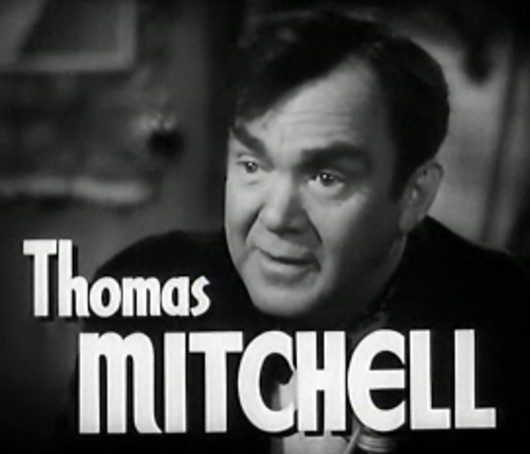
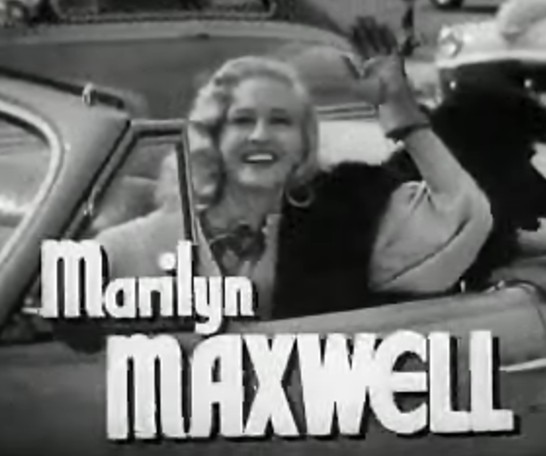
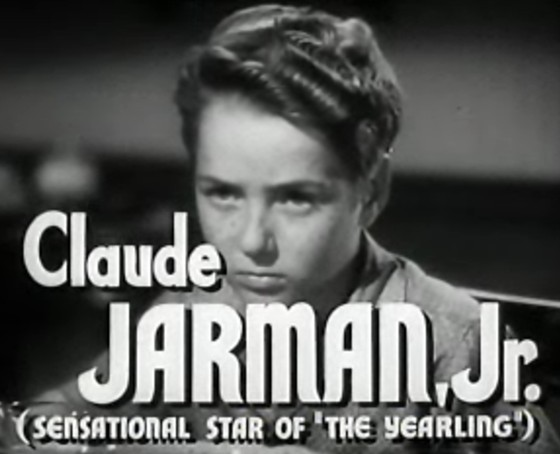